# 青葉 (重巡洋艦)
青葉（あおば/あをば）は、日本海軍の重巡洋艦。
青葉型重巡洋艦（青葉型一等巡洋艦）の1番艦。
三菱造船長崎造船所（現・三菱重工長崎造船所）で建造された。
艦名は、京都府と福井県の境に位置する青葉山にちなむ。艦内神社は青葉山の青葉神社。後に総理大臣を務める中曽根康弘も乗艦していた。

## 艦歴

### 建造経緯
古鷹型重巡2隻・青葉型重巡2隻のうち、加古・衣笠は神戸川崎造船所で、古鷹・青葉は三菱長崎造船所で建造されている。大正時代の日本海軍は、7000トン以上の巡洋艦を「一等巡洋艦」、7000トン未満の巡洋艦を「二等巡洋艦」と類別していた（大日本帝国海軍艦艇類別変遷）。
1922年（大正11年）8月11日、建造予定の一等巡洋艦2隻に『衣笠』と『古鷹』の艦名が与えられた。
10月9日、川内型軽巡洋艦として建造予定だった『加古』の艦名を一等巡洋艦1番艦に流用する事が決定する。それと共に加古・古鷹・衣笠は一等巡洋艦に類別された。
この変更により衣笠はどの造船所で建造するかも『未定』となってしまった。
1923年（大正12年）9月18日、建造予定の一等巡洋艦に『青葉』の艦名が与えられ、加古・古鷹・衣笠に続く4隻目の一等巡洋艦として登録された。同日附で衣笠を川崎重工業神戸造船所で建造する事が正式に決まった。
軍艦青葉は仮称艦名第4甲級巡洋艦として1924年（大正13年）2月4日、起工。
1926年（大正15年）9月25日、進水。進水式には皇族の高松宮宣仁親王海軍少尉が立ち会っており、進水式に派遣された第五戦隊（重巡〈加古、古鷹〉、軽巡〈川内、由良〉）のうち古鷹に乗艦している。加古・古鷹も参加した進水式は無事に終了した。
1927年（昭和2年）4月11日、三菱造船所に青葉艤装員事務所を設置。
青葉は9月20日に竣工した。同日附で艤装員事務所を撤去。
なお姉妹艦衣笠は1924年（大正13年）1月23日に起工、1925年（大正15年）10月24日進水、1926年（昭和2年）9月30日竣工。青葉と比べて起工は衣笠の方がはやかったが、進水（青葉9月25日/衣笠10月24日）・竣工（青葉9月20日/衣笠9月30日）ともに青葉からやや遅れている。
後日、ロンドン海軍軍縮会議の結果『ロンドン海軍軍縮条約』が1930年（昭和5年）10月2日に締結されて日本が批准すると、加古型（古鷹型）・青葉型の計4隻（加古、古鷹、青葉、衣笠）は甲巡洋艦（重巡洋艦）に定義され、これにともない日本海軍の「一等巡洋艦・二等巡洋艦」の定義も変更された。

### 竣工後
1927年（昭和2年）9月20日の竣工と共に、青葉は佐世保鎮守府籍に編入された。同年12月1日、青葉型2隻（青葉、衣笠）は第二艦隊・第五戦隊に編入。第五戦隊は一等巡洋艦4隻（加古、古鷹、青葉、衣笠）を揃えた。旗艦は加古から衣笠に交代している。
1928年（昭和3年）12月4日、第五戦隊（衣笠、青葉、加古、古鷹）は御大礼特別観艦式（横浜沖、御召艦榛名）に参加した。同年度の艦隊編制替でも第五戦隊の構成は変わらず、引き続き重巡4隻（加古、古鷹、衣笠、青葉）を揃えた。
1929年（昭和4年）11月7日、古鷹は第五戦隊から除かれた。第五戦隊は重巡3隻（加古、衣笠、青葉）となった。
1930年（昭和5年）12月1日、重巡2隻（加古、衣笠）が予備艦となり第五戦隊から除かれ、古鷹を編入。第五戦隊は2隻（青葉、古鷹）となった。
1931年（昭和6年）5月8日、カタパルト（呉式二号射出機）の不調により、青葉の搭載飛行機（一五式水上偵察機）が墜落事故を起こした。12月1日、重巡2隻（青葉、古鷹）は予備艦となる。第五戦隊は当分編制しないことになった
1932年（昭和7年）12月1日、重巡3隻（青葉、衣笠、加古）で第五戦隊を編制。
1933年（昭和8年）5月20日、ふたたび第五戦隊は当分編制しないこととなり、重巡3隻（加古、青葉、衣笠）は第六戦隊を編制する。
11月15日、第六戦隊から加古が外れ、古鷹が編入された。同隊は重巡3隻（古鷹、衣笠、青葉）となった。
1934年（昭和9年）11月15日、青葉型2隻（青葉、衣笠）は呉鎮守府籍へ転籍した。同日附で三川軍一大佐（青葉艦長）は重巡鳥海艦長へ転任。軍令部副官伍賀啓次郎大佐が青葉艦長に補職される。
1935年（昭和10年）11月15日、青葉型2隻（青葉、衣笠）は第七戦隊に編入された。
1936年（昭和11年）2月15日、古鷹が第七戦隊に編入される。当時は古賀峯一少将を司令官として第七戦隊（青葉〈旗艦〉、衣笠、古鷹）を編制していた。10月、青葉と衣笠は夜間航行中に衝突事故を起こした。訓練終了後、青葉・衣笠・古鷹の単縦陣は速度を6ノットに減速することになったが、衣笠は青葉の信号を見落とし9ノットで直進、誰一人気付かないまま青葉の艦尾に衝突した。衣笠の艦首は潰れてしまったが、深刻な損害ではなかった。
12月1日、重巡3隻（青葉、衣笠、古鷹）は予備艦となる。
大東亜戦争開戦以前は日中戦争に出動し、上海上陸作戦の支援などを行っている。
1938年（昭和13年）6月3日、松山光治大佐（衣笠艦長）は重巡高雄艦長へ転任。姉妹艦である青葉艦長広瀬末人大佐が青葉艦長と衣笠艦長を兼務することになる。6月15日、佐藤勉大佐（当時、軽巡球磨艦長）が衣笠艦長に任命されたことで、広瀬大佐は衣笠艦長の兼務を解かれた。
同年11月〜1940年10月まで改装工事を行い、主砲の口径を20.3cmに変更した。
1940年（昭和15年）11月15日、青葉は第六戦隊（加古、古鷹）に編入。同隊は重巡3隻（青葉、加古、古鷹）となり、引き続き第一艦隊に所属した。
1941年（昭和16年）3月1日、衣笠が第六戦隊に編入される。第六戦隊は重巡4隻（青葉、加古、衣笠、古鷹）を揃えた。
第六戦隊旗艦は3月下旬に一時加古から古鷹に変更された。続いて加古から青葉に替わるが、4月10日に加古に戻った。 
8月12日、第六戦隊旗艦を青葉に変更する。
9月15日、第六戦隊司令官は牧田覚三郎少将から五藤存知少将に交代する（五藤少将は、当時の第二水雷戦隊司令官。後任は田中頼三少将）。五藤少将は正式に第六戦隊旗艦を加古から青葉に変更した。

### 大東亜戦争緒戦
1941年（昭和16年）11月7日、第六戦隊（第1小隊〈青葉、加古〉、第2小隊〈衣笠、古鷹〉）は南洋部隊（指揮官井上成美第四艦隊司令長官、旗艦「鹿島」）に編入され、グァム島攻略支援部隊としてグアム島攻略作戦に参加した。第六戦隊は11月30日に柱島泊地を出港、12月2日母島に到着した。12月4日の攻略部隊の母島出撃に続いて第六戦隊も出撃、敵水上部隊に備えた。グァム島上陸成功後はトラックへ向かい、12月12日トラック泊地に到着した。
グアム島攻略と同じ頃行なわれたウェーク島攻略作戦（攻略部隊指揮官は梶岡定道第六水雷戦隊司令官）は失敗した。第二次ウェーク島攻略作戦には、第二航空戦隊等と共に第六戦隊も投入される。第六戦隊はウェーク島攻略支援部隊となった。第六戦隊は12月13日にトラックを出港し、12月16日ルオットに到着する。12月21日に攻略部隊などが出撃し、第十八戦隊（天龍、龍田）と第六戦隊もそれに続いて出撃した。12月23日、南洋部隊はウェーク島の占領に成功した。支援部隊（第六戦隊）はウェーク島東方を行動し、攻略後は南下して攻略部隊の支援にあたり、12月25日ルオットに帰投した。第六戦隊4隻は、1942年（昭和17年）1月10日までにトラック泊地に戻った。
内南洋方面の攻略を終えた南洋部隊（第四艦隊）各部隊はいったんトラック泊地に集結し、ビスマルク諸島（ニューブリテン島、ニューアイルランド島）の攻略を開始した。第六戦隊はひきつづき支援部隊として南洋部隊の作戦に従事、1月下旬にはラバウル攻略戦に参加した。ラバウル攻略作戦には南雲機動部隊が加わっており、ビスマルク諸島や東部ニューギニアへの空襲をおこなっている。
その後、1942年（昭和17年）2月に海軍従軍作家の海野十三が青葉に乗艦し、将兵の生活を従軍記にまとめている。海野は青葉将兵の勤務態度に強い感銘を受けると同時に、居住環境の悪さについても言及している。2月下旬から3月上旬にかけて、南洋部隊はニューギニア島東部のラエとサラモアを攻略することになり、支援部隊（第六戦隊〈青葉、加古、衣笠、古鷹〉、第十八戦隊〈天龍、龍田〉、第23駆逐隊〈菊月、卯月、夕月〉）として行動した。南洋部隊のパプアニューギニア進攻に対して、アメリカ軍も空母レキシントンとヨークタウンを基幹とする空母機動部隊を投入、3月10日にはラエとサラモアを空襲して第六水雷戦隊に大損害を与えた（ラエ・サラモアへの空襲）。
1942年（昭和17年）4月下旬、ポートモレスビー攻略を目指してMO攻略部隊が編制される。青葉以下第六戦隊重巡4隻、空母祥鳳（南洋部隊所属）、駆逐艦漣（第7駆逐隊）、第六水雷戦隊（旗艦夕張）等は、第四艦隊司令長官井上成美中将を総指揮官として作戦に参加する（ポートモレスビー作戦）。
5月7日、第六戦隊の水上偵察機はアメリカ軍機動部隊の位置把握に貢献したが、一方でMO攻略部隊はアメリカ軍機動部隊艦上機の攻撃を受けた。第六戦隊と漣は祥鳳を護衛しきれず、祥鳳は集中攻撃を受けて撃沈された。五藤司令官（青葉座乗）はアメリカ軍の第二次空襲を回避するため北東への退避を決定、このため六戦隊は約300名ほどの祥鳳脱出者を救助することが出来なかった。内火艇をおろしかけていた青葉では退避決定を受けて救助作業を中止、漂流する生存者たちに『ユックリヤッテレアトデムカエニクル』の手旗信号が送られたという。空襲の危険が去ったのち漣が反転して祥鳳の沈没現場に戻り、203名を救助した。
5月8日、第六戦隊第2小隊（衣笠、古鷹）はMO機動部隊に編入される。第2小隊はMO機動部隊（第五戦隊、第五航空戦隊、護衛駆逐艦）と合流するため攻略部隊から分離（8日0550に合流）、六戦隊第1小隊（青葉、加古）は引き続き第六水雷戦隊や輸送船団と行動を共にした。
ミッドウェー海戦後、「ソロモン諸島、ニューギニア東部における航空基地獲得設営のための作戦」（SN作戦）が計画され、呉で整備中であった第六戦隊や舞鶴で整備中であった第十八戦隊（天龍、龍田）などはトラックへの集結を命じられた。この作戦では第六戦隊と第十八戦隊で支援部隊が編成された。「青葉」と「加古」は第十八戦隊と共に6月23日にトラックに進出した。6月29日、ガダルカナル島進出部隊（第一護衛隊が護衛する船団）がトラックを出撃。「青葉」と「加古」および第十八戦隊も翌日出撃してガダルカナル島進出部隊を間接支援し、それからキエタを経て7月7日にレガタに着くと、掃海、掃蕩、調査を行った。7月10日には第六戦隊第二小隊もレガタに着き、翌日第六戦隊は第一護衛隊を間接支援した。
7月14日、連合艦隊第二段作戦第二期の兵力部署改編により、第八艦隊（司令長官三川軍一中将）が新編される。第六戦隊は外南洋部隊（指揮官は第八艦隊司令長官）に編入された。

### ガダルカナル島の戦い
1942年（昭和17年）8月7日、東部ニューギニア方面の「レ」号作戦支援、SN作戦支援のため六戦隊第1小隊（青葉、加古）はアドミラルティ諸島方面へ、第2小隊（衣笠、古鷹）はラバウルに向けて出発した。同日、アメリカ軍はウォッチタワー作戦を発動しガダルカナル島とフロリダ諸島に上陸を開始、ガダルカナル島の戦いが始まった。五藤司令官は独断で作戦を中止し、六戦隊4隻を率いて第八艦隊旗艦鳥海（司令長官三川軍一中将）と合流すべくラバウルへ急行した。夕刻、ラバウル港外で重巡洋艦「鳥海」、「青葉」、「加古」、「衣笠」、「古鷹」、軽巡洋艦「天龍」、「夕張」、駆逐艦「夕凪」という艦艇が集結する。回転整合すら行っていない「烏合の衆」であったが、ガダルカナル島方面へ出動した。
8月8日-9日、第六戦隊は外南洋部隊指揮官三川軍一第八艦隊司令長官（元鳥海・元青葉艦長）の指揮下で第一次ソロモン海戦に参加する。夜戦突入前の8日早朝、外南洋部隊重巡（鳥海、青葉、衣笠、加古）は各艦水上偵察機1機（計4機）を発進させ、ガ島周辺の偵察を実施した。青葉1号機はガ島方面の偵察を実施、ツラギ南西90浬に戦艦らしきもの1隻、ツラギ沖に大巡1・商船4・駆逐艦3、ガ島泊地に商船15・駆逐艦4・軽巡2を報じた。この情報と基地航空隊の報告を総合し、第八艦隊はガダルカナル島のアメリカ軍勢力を戦艦1・巡洋艦4・駆逐艦9・輸送船15と判断し、突入を決断している。夜戦においては、本艦の魚雷発射管への被弾で小火災が発生するが、大事には至らなかった。本戦闘で魚雷のほかに20cm砲183発、12cm高角砲84発、25mm機銃190発を発射した。
8月9日午前8時、三川長官直率隊（鳥海、天龍、夕張、夕凪）が分離してラバウルとショートランド泊地へ向かい、六戦隊の重巡4隻はカビエンへ向かった。しかし10日加古がアメリカ潜水艦「S-44」の雷撃で撃沈された。青葉水上偵察機1機が戦隊前路を警戒していたが、S-44を阻止できなかった。第六戦隊は3隻（青葉、古鷹、衣笠）となった。
8月24-25日、鳥海及び第六戦隊は第二次ソロモン海戦に際し、増援部隊輸送船団（指揮官/第二水雷戦隊司令官田中頼三少将：旗艦神通）支援のために出動した。だが戦局には全く関与しなかった。この海戦で日本軍輸送船団は撃退され、ガ島への増援は急務となる。第六戦隊は、駆逐艦による輸送作戦（鼠輸送）を支援した。
10月3日、ショートランド基地に連合軍双発爆撃機 3機が来襲し、1機を青葉が撃墜、生存者2名を捕虜とした。
10月11日、水上機母艦2隻（日進、千歳）および護衛の駆逐艦複数隻（秋月型〈秋月〉、第19駆逐隊〈綾波〉、第11駆逐隊第1小隊〈白雪、叢雲〉、第9駆逐隊〈朝雲、夏雲〉）はガダルカナル島へ物資を揚陸、それと並行して第一次挺身攻撃隊（第六戦隊部隊）および第二次挺身攻撃隊（指揮官/第三戦隊司令官栗田健男中将：戦艦〈金剛、榛名〉、第二水雷戦隊〈軽巡五十鈴、第15駆逐隊、第24駆逐隊、第31駆逐隊〉）によるヘンダーソン基地艦砲射撃を実施するため出撃する。第六戦隊は10月上旬からヘンダーソン飛行場基地に対する砲撃に備え、訓練をおこなっていた。
第六戦隊司令官五藤存知少将を指揮官とする外南洋部隊支援隊は、重巡3隻（青葉、古鷹、衣笠）、第11駆逐隊第2小隊の駆逐艦2隻（吹雪、初雪）という戦力であった。だが10月11日夜、待ち伏せていたノーマン・スコット少将ひきいる米艦隊（重巡洋艦2、軽巡洋艦2、駆逐艦5）との間にサボ島沖海戦が勃発する。第六戦隊首脳は日進隊や基地航空隊の偵察結果から「敵艦隊は存在しない」と判断して事前の索敵を十分におこなっておらず、左舷前方から出現した艦影（米艦隊）を日進隊と誤認する。気付いた時には米艦隊に丁字を描かれた状態であった。先制攻撃により、敵重巡の初弾が青葉艦橋を貫通して五藤司令官や青葉副長中村謙治中佐（元不知火初代艦長）など幹部を殺傷。さらに二番・三番砲塔破壊、前檣、主砲方位盤、二番高角砲、左舷13mm機銃、射出機、兵員室一部浸水、機関部に損害を受けた。青葉は『我青葉……』を連送しながら面舵に変針し、戦闘能力を失いつつも煙幕を展開して戦場を離脱した。主砲発砲数は7発、戦死79名（士官、五藤司令官を含む）であったという。また本海戦で米艦隊との交戦により古鷹と吹雪が沈没、救援にむかった駆逐隊からも空襲により叢雲と夏雲が沈没した。なお損害を受けた米艦隊もルンガ沖から撤退したため、翌13日の第三戦隊によるヘンダーソン基地艦砲射撃は成功した。
10月15日午後、青葉はトラック泊地へ帰投した。山本五十六連合艦隊司令長官が青葉を訪問し、損傷状況を視察している。命中弾は不発弾が多く、のちに修理時に検分した造船士官は「仮に全砲弾が炸裂していれば沈んでいた」と述べている。不発弾の多さに対し山本は「もふ此の戦には決して負けないと云ふ自信が出来た」と周囲に語っている。
10月16日には青葉艦長久宗米次郎大佐と古鷹艦長荒木伝大佐が連合艦隊司令部（戦艦大和座乗）を訪れ、連合艦隊参謀長宇垣纏少将のみ報告を聴く。サボ島沖海戦の敗因について宇垣参謀長は「事前の偵察不充分、第十一航空艦隊の航空活動の失敗、第八艦隊司令部が陸上勤務でソロモン方面の実状を知らない、酸素魚雷の誘爆」の四点を挙げている。
大破した青葉は内地へ回航され、10月22日、内海西部に到着した。第二次ソロモン海戦で損傷した軽巡神通や駆逐艦各艦（白雲、夕霧）等と共に、呉海軍工廠で修理を受けた。
修理にあたって、前檣を三脚檣に改修、艦橋構造物を改修、対空機銃の強化を実施。また予備砲身がないため大破した三番砲塔は撤去され、25mm3連装機銃1基を装備した。
11月10日、第六戦隊は解隊された。健在だった衣笠は第八艦隊直属、修理を要する青葉は呉鎮守府部隊に編入という配備が決まった。同日附で古鷹と龍驤は軍艦籍より除籍された。
11月14日、第三次ソロモン海戦に参加中の衣笠が撃沈された。古鷹型・青葉型計4隻は加古・古鷹・衣笠が立て続けに沈没し、青葉1隻を残すのみとなった。
11月18日、青葉にて第六戦隊の残務整理を開始する、12月5日をもって残務処理事務所は呉海兵団へ移転した。

### 昭和18年の行動
1943年（昭和18年）1月10日、軍令部はガダルカナル撤収後の諸情勢を検討し、青葉を第四艦隊旗艦に転用する意向であった。第四艦隊旗艦は、太平洋戦争開戦以来、一貫して練習巡洋艦鹿島であった。
修理を終えた青葉（3番砲塔なし）は、2月15日附で第八艦隊に編入された。同時に呉を出発し、2月20日トラック泊地に到着した。つづいてソロモン方面へ進出、3月2日ラバウルへ到着した。3月3日、ラバウルを出発し翌日にカビエンに到着する。ビスマルク海海戦当日、青葉は第十一航空艦隊の一式陸上攻撃機と雷撃教練をおこなっていた。
4月1日附の戦時編制改定により第30駆逐隊（望月、三日月、卯月）が外南洋部隊に編入、軽巡龍田が第八艦隊から除かれ、代艦として軽巡夕張が編入された。第八艦隊司令長官も三川軍一中将にかわって鮫島具重中将（当時、第四艦隊司令長官）が任命された。
連合艦隊と第十一航空艦隊（南東方面艦隊）が『い号作戦』を準備中の4月3日午前3時、青葉はニューアイルランド島・カビエン（メウエパセージ港）にてアメリカ軍機（B-17）の爆撃を受け被弾する。大火災となる。
戦死36名、負傷者75名。航行不能となった青葉は浅瀬に擱座した。魚雷の誘爆が大破・擱座の一因となった。この時、文月も夜間空襲をうけ損傷した。
カビエン泊地にいた駆逐艦初月が青葉を掩護する。軽巡川内（第三水雷戦隊）が青葉の曳航を試みたが浸水増加のため失敗し、工作艦を派遣する事態となった。『い号作戦』指揮のため山本司令長官、小沢治三郎中将等とラバウルに滞在していた宇垣連合艦隊参謀長は『折角修理成りて來れる艦何の働も無く、又大被害あり。昨日敵の偵察あり危険を豫感して八艦隊より轉錨を慫慂せるに動かざる事山の如く遂に此の不運を來せり。』と述べている。
4月5日、工作艦山彦丸が到着して擱座した青葉の排水を実施、約一週間という見通しが立つ。曳航のため、トラック泊地にもどっていた川内がカビエンに進出する。4月20日、曳航準備完了。
21日、川内による青葉曳航の試みは成功し、青葉曳航部隊は4月24日（25日とも）トラックに帰投した。青葉は工作艦明石に接舷して応急修理を実施した。
7月25日、青葉はトラックを出発する。青葉は給糧艦伊良湖、陽炎型駆逐艦2隻（天津風、浦風）と船団を組んでいた。8月1日、4隻は呉に到着する。
以後、青葉は11月24日まで再び修理に従事した。青葉が第四艦隊に配備されることはなかった。修理の際、航空巡洋艦や高速艦隊への給油艦として改装される事も検討されたが行われなかった。しかし前回の修理では修復されていなかった3番砲塔の復旧と、後部マスト基部両舷に25mm連装機銃各2基の増設が行われている。前檣楼に21号電探を装備し、対空機銃を増設する。一方、破損していた機関部の修理が行われなかった為、以後最高速力が28ノット程度まで減少している。

### 第十六戦隊 （第二、第三次）
1943年（昭和18年）11月25日、第一南遣艦隊・第十六戦隊に編入された。12月15日、青葉は呉を出撃、マニラを経て12月24日にシンガポールへ進出した。速力が落ちていた事もあって同方面で輸送任務に従事した。
1944年（昭和19年）2月27日、シンガポールを出撃する。3月上旬、第十六戦隊旗艦青葉（同戦隊司令官左近允尚正少将）は、指揮下の重巡洋艦利根（艦長黛治夫大佐）、重巡筑摩（艦長則満宰次大佐）と共にインド洋で通商破壊作戦に従事した。この時、利根が撃沈したイギリスの商船ビハール号の捕虜処刑問題を巡ってビハール号事件が発生した。3月15日、ジャカルタに入港してサ一号作戦部隊は解散した。
4月23日、触雷して沈没した駆逐艦天霧の救助作業に従事した。24日、タラカンに入港して天霧乗組員を揚陸した。
6月上旬、青葉は十六戦隊旗艦として渾作戦に参加する。軽巡鬼怒や第27駆逐隊（時雨、五月雨）等と行動を共にした。
7月25日、リンガ泊地に進出。以後、訓練に従事する。
10月中旬以降の捷号作戦（レイテ沖海戦）では当初、日本軍第一遊撃部隊（通称栗田艦隊）に所属していたが、第二遊撃部隊に編成替えとなり、第十六戦隊旗艦として後方での兵員輸送を命じられた。10月21日、リンガ泊地を出港する。10月23日、青葉はルソン島西方でアメリカ潜水艦「ブリーム」の雷撃で大破した。右舷前部機械室への魚雷命中により右に13度傾斜した。この状態で鬼怒に曳航され、マニラ湾に入港。その翌日にもアメリカ軍の空母艦載機による攻撃を受けた。同地での応急修理により5ノットの航行が可能となり、レイテ沖海戦で損傷していた重巡熊野と共に本土回航を命じられた。
11月6日、重巡2隻（青葉、熊野）及びマタ31船団はサンタクルーズを出港するが同日午前中に熊野がアメリカ潜水艦の雷撃で大破され、青葉は熊野に対して『われ曳航能力なし』と伝達し、熊野を残置して内地へ向かった。11月25日、熊野はサンタクルーズ湾でアメリカ軍機動部隊艦載機の攻撃を受けて撃沈された。12月12日、青葉はかろうじて呉軍港に帰投した。

### 最期

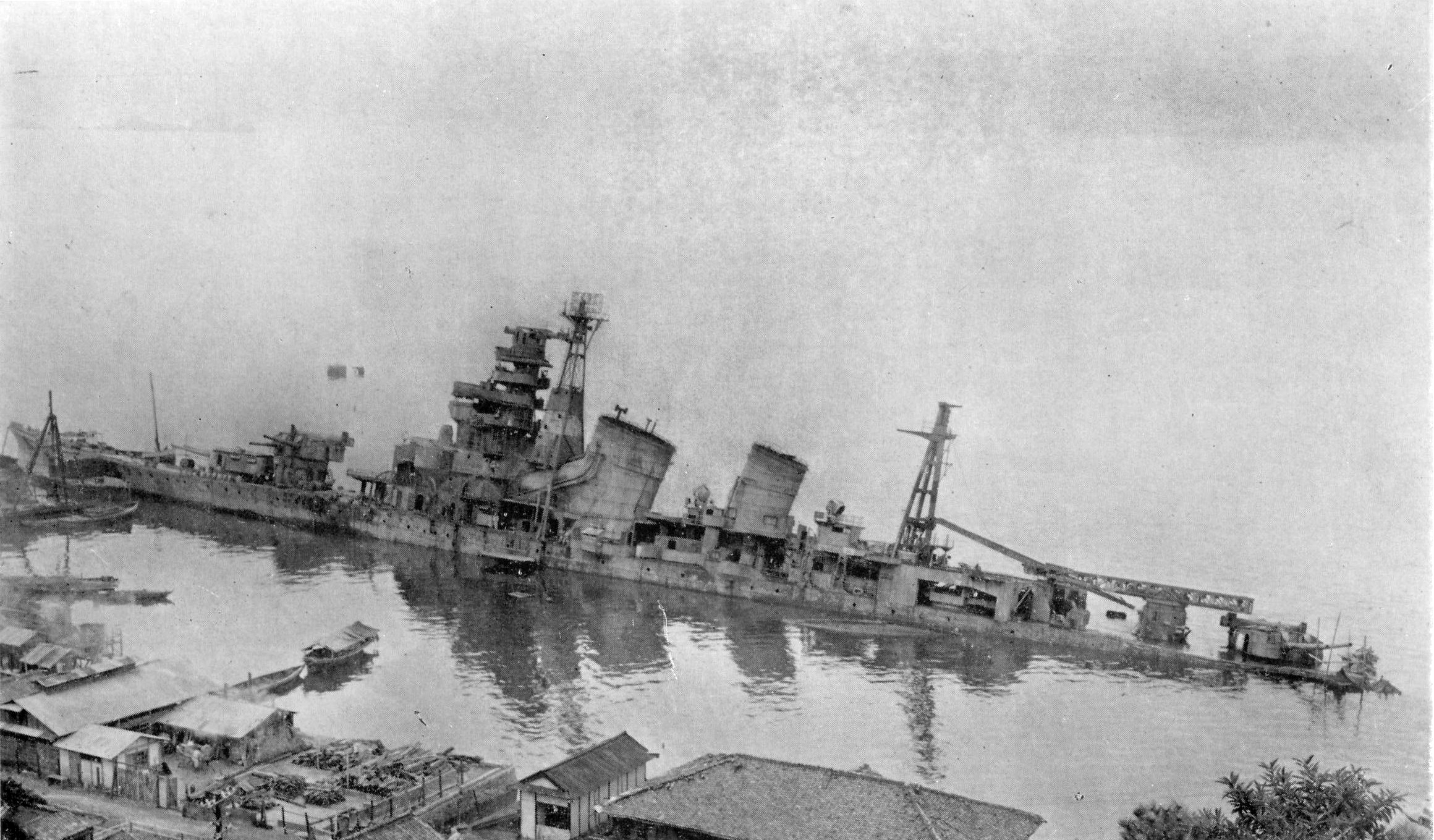
呉で着底した青葉

前述の通り、青葉はレイテ沖海戦におけるブリームの雷撃で大破しており呉で本格的修理を行う予定であったが、あまりにも大きすぎる損傷のために修理の見込みが立たず、呉工廠近くに繋留放置されていた。
1945年（昭和20年）2月下旬、第1予備艦に指定される。
3月にアメリカ軍空母機動部隊による攻撃が開始されると青葉も防空砲台として対空戦闘を行った。
4月20日、第四予備艦に指定。
6月20日、特殊警備艦に指定。7月24日に命中弾1至近弾1、7月28日に命中弾4を受けて艦尾はほぼ切断状態となり、右舷に傾斜して着底した（呉軍港空襲）。
青葉はそのままの状態で終戦を迎え8月15日附で予備艦となり、11月20日附で除籍された。1946年（昭和21年）11月より播磨造船の手により解体された。

## 歴代艦長
※脚注無き限り『艦長たちの軍艦史』90-93頁、『日本海軍史』第9巻・第10巻の「将官履歴」に基づく。

### 艤装員長
1. 大谷四郎大佐：1927年4月1日 -

### 艦長
1. 大谷四郎 大佐：1927年9月20日 - 1927年11月15日
2. 井上肇治 大佐：1927年11月15日 - 1928年12月10日
3. 日暮豊年 大佐：1928年12月10日 - 1929年11月30日
4. 片桐英吉 大佐：1929年11月30日 - 1930年12月1日
5. 古賀峯一 大佐：1930年12月1日 - 1931年12月1日
6. 星野倉吉 大佐：1931年12月1日 - 1932年11月15日
7. 小池四郎 大佐：1932年11月15日 - 1933年11月15日
8. 杉山六蔵 大佐：1933年11月15日 - 1934年2月20日
9. 三川軍一 大佐：1934年2月20日 - 1934年11月15日
10. 伍賀啓次郎 大佐：1934年11月15日 - 1935年11月15日
11. 平岡粂一 大佐：1935年11月15日 - 1937年11月25日
12. 広瀬末人 大佐：1937年11月25日 - 1939年11月15日
13. 秋山勝三 大佐：1939年11月15日 - 1940年11月1日
14. 森友一 大佐：1940年11月1日 - 1941年7月25日
15. 久宗米次郎 大佐：1941年7月25日 - 1942年11月10日
16. （兼）荒木傳 大佐：1942年11月10日 - 1942年12月31日（本職：筑摩艦長）
17. 田原吉興 大佐：1942年12月31日 - 1943年2月24日
18. 山森亀之助 大佐：1943年2月24日 - 1944年6月4日[211]
19. 山澄忠三郎 大佐：1944年6月4日[211] - 1945年1月1日[212]
20. （兼）村山清六 大佐：1945年1月1日[212] - 1945年8月15日[213] （本職：呉海軍港務部長）

## 同型艦
- 衣笠

## 記念碑等

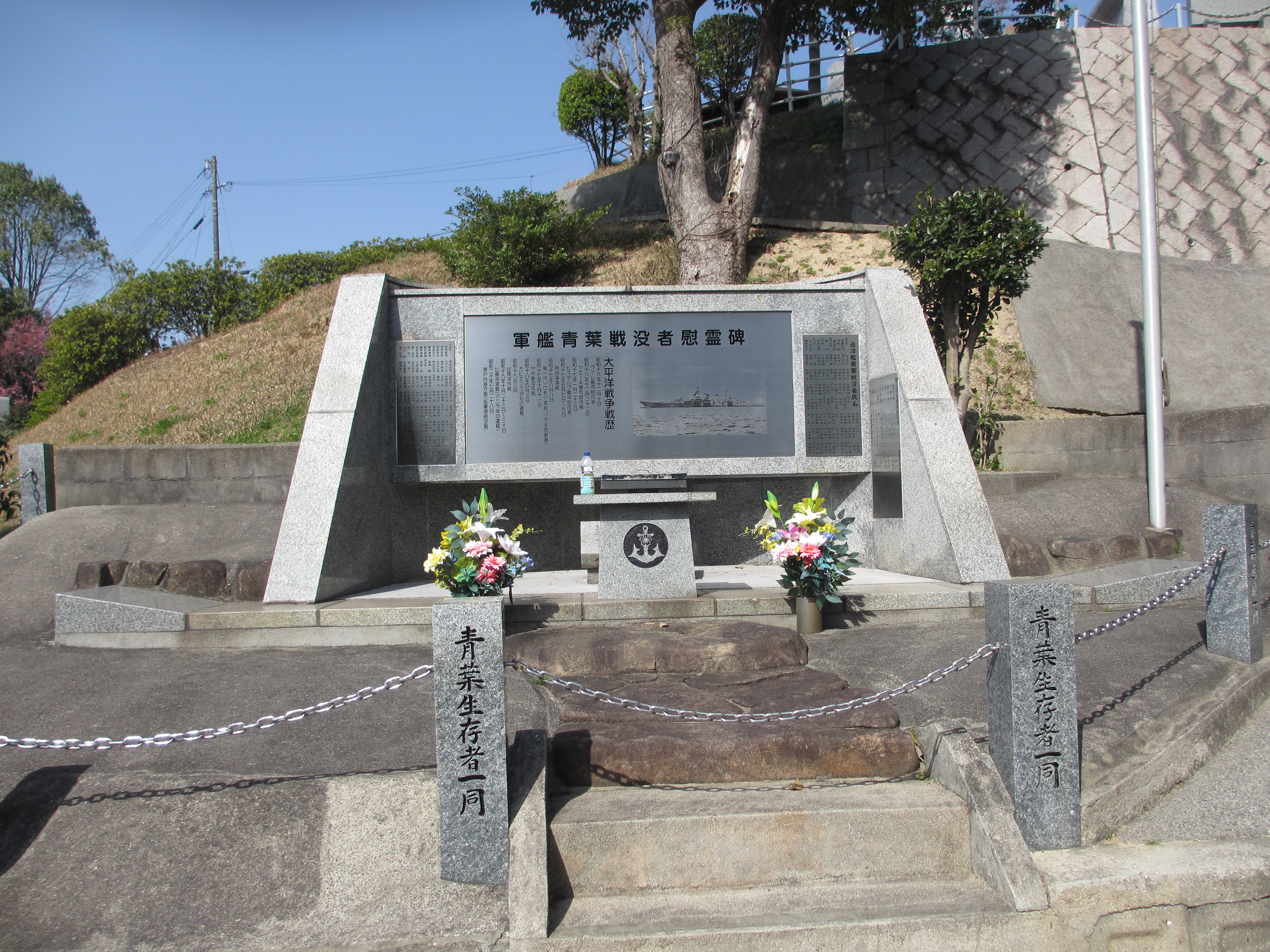
軍艦青葉戦没者慰霊碑（広島県呉市長迫町7旧海軍墓地）

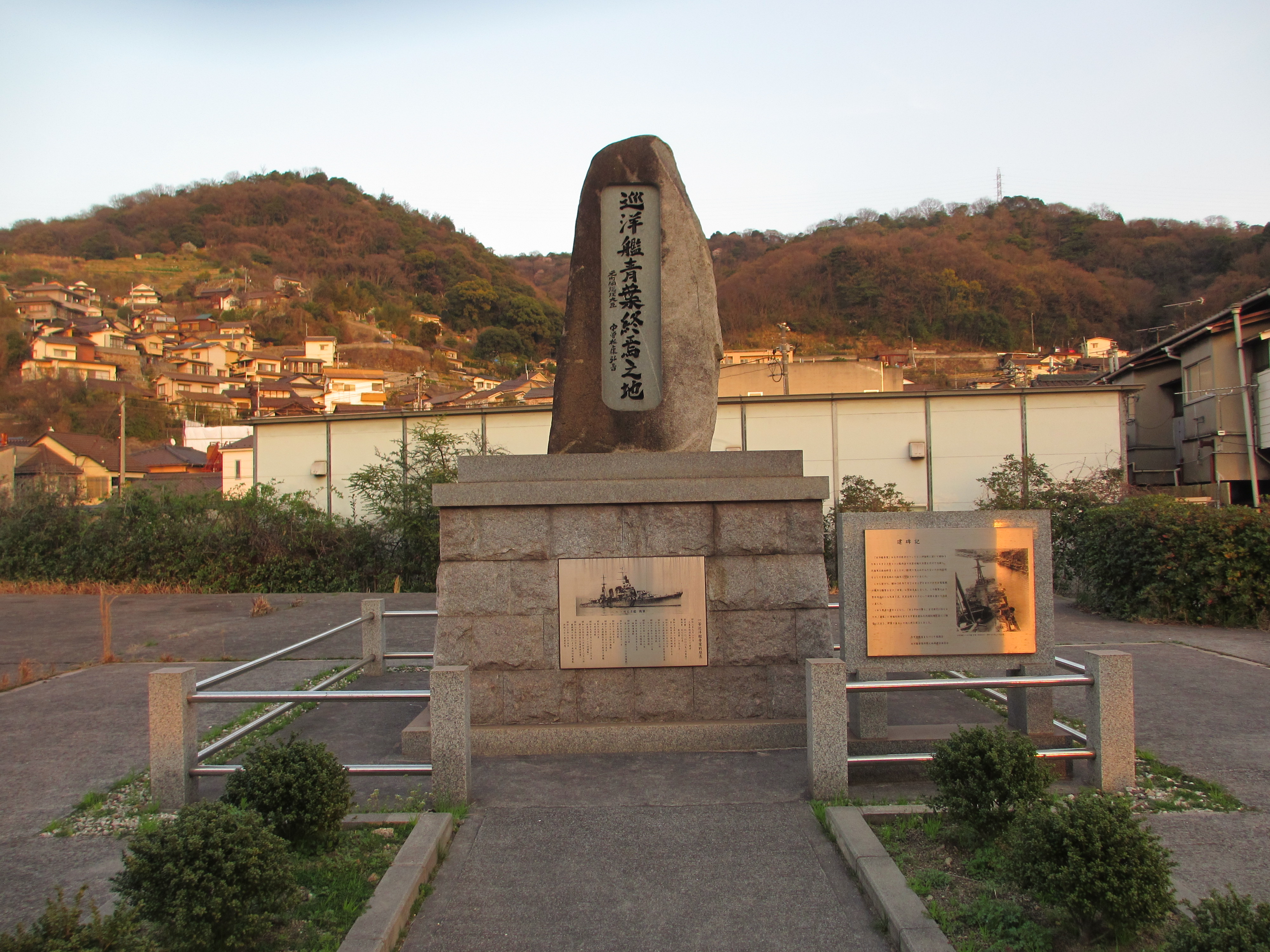
巡洋艦青葉終焉之地碑（広島県呉市警固屋5‐5中曽根元首相書）

2012年（平成24年）4月29日、広島県呉市警固屋に「巡洋艦青葉終焉之地碑」が建立された（揮毫は同艦の乗員だった中曽根康弘による）。
また、海上自衛隊第一術科学校には艦首に装着されていた菊花紋章が、大和ミュージアムには主砲砲身の尾部が展示されている。